# Amphineurus (Nesormosia) subfatuus
Amphineurus (Nesormosia) subfatuus is een tweevleugelige uit de familie steltmuggen (Limoniidae). De soort komt voor in het Australaziatisch gebied.